# MGV-176

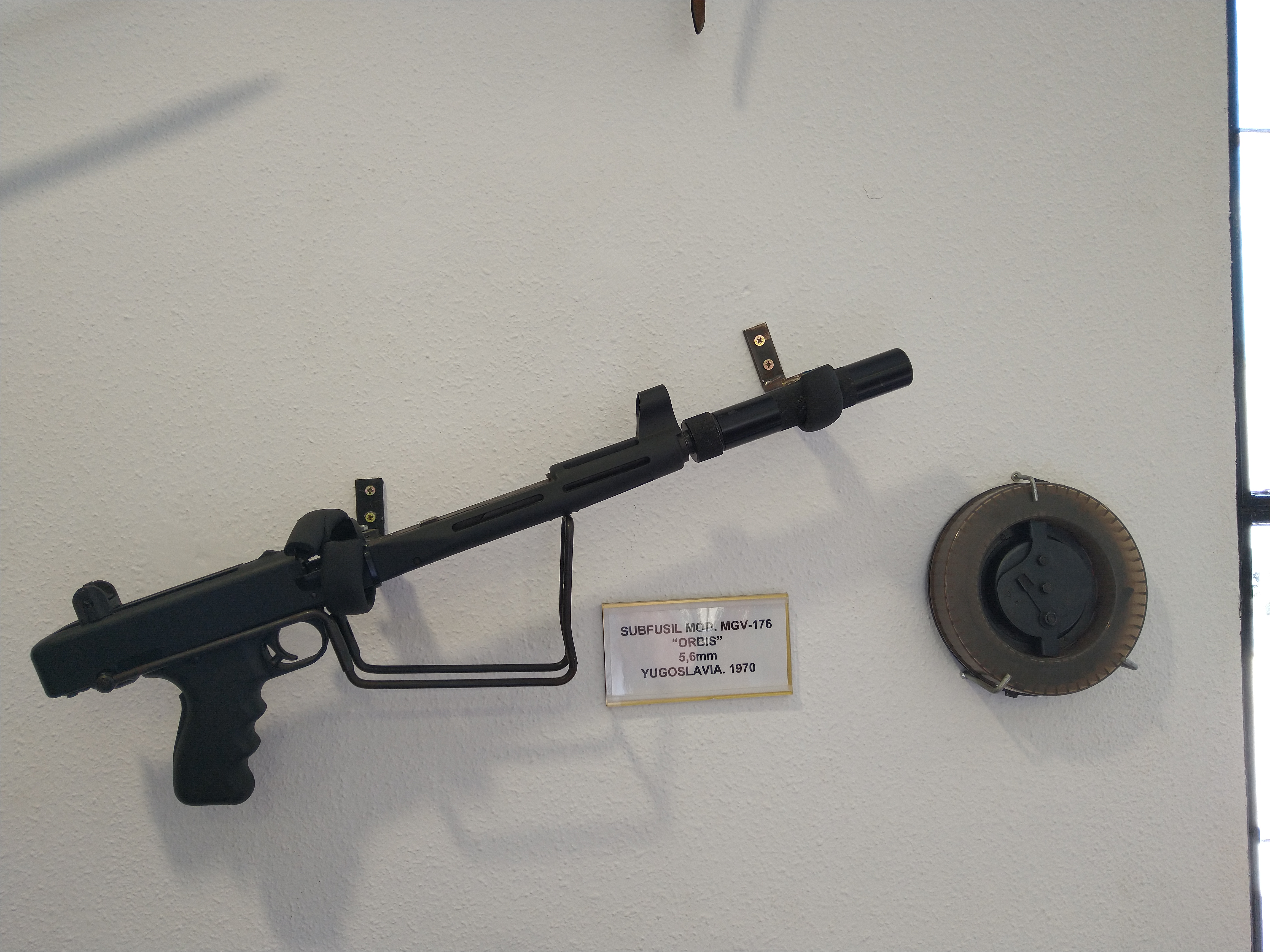
Le MGV-176 (avec la crosse repliée) et son chargeur camembert. Cette exemplaire est munie d'un silencieux

Le MGV-176 est un pistolet mitrailleur chambré en calibre .22 Long Rifle.
Il a été fabriqué en Yougoslavie par la société Gorenje de Velenje jusqu'en 1979. La production s'est poursuivie en Slovénie où il serait toujours fabriqué par Orbis.

## Aperçu
Le concept de cette arme est de pallier les déficiences de la cartouche à percussion annulaire de faible puissance en délivrant rapidement un grand nombre de projectiles. L'arme s'appuie donc sur le très faible recul du .22 LR et une cadence de tir élevée de 1 200 coups/min. Elle est alimentée par un chargeur circulaire monté au-dessus du canon, d'une capacité de 161 coups.
Comme le .22LR est de loin la moins chère et la plus facilement accessible de toutes les cartouches d'armes à feu, l'arme jouit d'une certaine popularité auprès des passionnés dans les pays aux lois libérales envers les armes automatiques.

## Données techniques
- Calibre  : 5,6 mm
- Munition   : .22 LR
- Masse : 	1,81 kg sans chargeur, 3,4 kg avec chargeur rempli.
- Longueur  de la mitraillette (crosse fermée/ouverte) :	480 / 795 mm
- Longueur du canon	: 260 mm
- Cadence de tir (théorique) :	1200 – 1600 coups par minute
- Capacité du chargeur :	161 cartouches
- Portée efficace: 50-70 mètres

## Historique opérationnelle
Le MGV-176 a été largement utilisé à la fois pendant la guerre d'indépendance slovène par les milices de défense territoriale slovène puis par des volontaires croates pendant la première partie de la guerre d'indépendance croate, notamment lors de la bataille dite de la caserne.
Il a cependant été remplacé dès qu'une armée croate régulière a été constituée et équipée d'armes militaires standardisées.

## Utilisateurs
- Croatie
- Slovénie